# Fletcher Knebel
Fletcher Knebel (* 1. Oktober 1911 in Dayton, Ohio; † 26. Februar 1993 in Honolulu, Hawaii) war ein US-amerikanischer Schriftsteller und Journalist.

## Leben
Nach der High School in Yonkers (New York) verbrachte Knebel ein Jahr in Paris und studierte an der Sorbonne. Zurück in Ohio, besuchte er die Miami University in Oxford und machte dort im Jahr 1934 seinen Hochschulabschluss. Nach seinem Studium war er als Journalist bei verschiedenen Zeitungen tätig. 1960 schrieb er ein Kapitel des Buches Candidates 1960 über John F. Kennedy und begann eine Karriere als Schriftsteller. Sein bekanntester Roman ist Sieben Tage im Mai aus dem Jahr 1962, der von John Frankenheimer verfilmt wurde.
Knebel war zwischen 1935 und 1985 viermal verheiratet und beging 1993 Selbstmord in seinem Haus auf Hawaii.

## Werke
- Sieben Tage im Mai (Seven Days in May, 1962), Scheffler Verlag, 1963
- Der Präsident (Night of Camp David, 1965) Wien u. a. (Zsolnay) 1966.
- Die Strasse nach Zinzin (The Zinzin Road, 1966), Scherz Verlag, 1978
- Von der Nacht verschlungen (Vanished, 1968), Molden Verlag, 1974
- Dollar-Fiesta (The bottom line, 1975), Schweizer Verlagshaus, 1976
- Die doppelte Mauer (Crossing in Berlin, 1981), Ullstein Verlag, 1986
- Feuertaufe (Sabotage, 1986), Scherz Verlag, 1988